# Estadi Ciutat de València
Estadi Ciutat de València is een voetbalstadion in Valencia en de thuisbasis van de Spaanse voetbalclub Levante UD. Het stadion biedt plaats aan 26.354 bezoekers en werd op 9 september 1969 geopend.

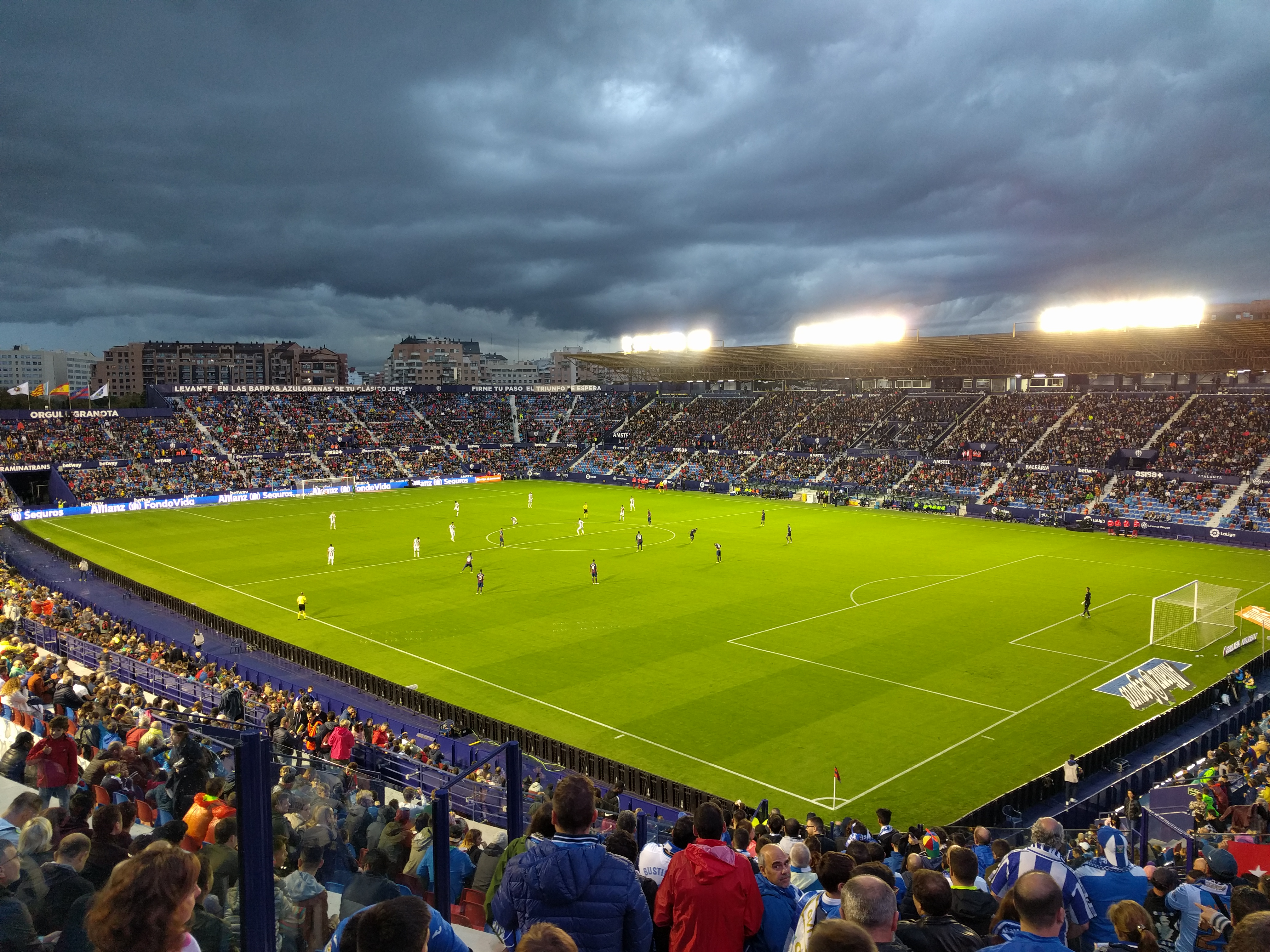
In 2018, voor de renovatie

In 2016 kreeg het stadion nieuwe stoelen en in 2020 onderging het een grote renovatie. Het kreeg onder meer een nieuw dak, nieuwe geluids- en lichtinstallatie en videoscoreborden (van 21 bij 7 meter). De nieuwe belichting maakt het mogelijk om 4k uitzendingen te maken. Ook is gezorgd voor een betere mobiele bereikbaarheid om de interactie met fans via social media te verbeteren. Daarnaast werden de ruimtes rondom het voetbalveld onder handen genomen. Hierdoor voldoet het stadion aan UEFA- en FIFA-kwaliteitseisen om internationale Europese voetbalwedstrijden te organiseren.
Anoeta (Real Sociedad) ·
Balaídos (Celta de Vigo) ·
Benito Villamarín (Real Betis) ·
Olympisch Stadion Lluís Companys (FC Barcelona) ·
De la Cerámica (Villarreal CF) ·
Ciutat de València (Levante UD) ·
Coliseum Alfonso Pérez (Getafe CF) ·
El Sadar (CA Osasuna) ·
Martínez Valero (Elche CF) ·
Mendizorrotza (Deportivo Alavés) ·
Mestalla (Valencia CF) ·
Nuevo Los Cármenes (Granada CF) ·
Ramón de Carranza (Cádiz CF) ·
Ramón Sánchez Pizjuán (Sevilla FC) ·
RCDE Stadium (RCD Espanyol) ·
San Mamés (Athletic Bilbao) ·
Santiago Bernabéu (Real Madrid CF) ·
Vallecas (Rayo Vallecano) ·
Visit Mallorca Estadi (RCD Mallorca) ·
Estadio Wanda Metropolitano (Atlético Madrid)
Anduva (CD Mirandés) ·
Anxo Carro (CD Lugo) ·
Butarque (CD Leganés) ·
Can Misses (UD Ibiza) ·
Estadio Carlos Tartiere (Real Oviedo) ·
Cartagonova (FC Cartagena) ·
El Alcoraz (SD Huesca) ·
El Molinón (Sporting Gijón) ·
El Plantío (Burgos CF) ·
El Toralín (SD Ponferradina) ·
Fernando Torres (CF Fuenlabrada) ·
Gran Canaria (UD Las Palmas) ·
Heliodoro Rodríguez López (CD Tenerife) ·
Ipurua (SD Eibar) ·
José Luis Orbegozo (Real Sociedad B) ·
José Zorrilla (Real Valladolid) ·
Juegos Mediterráneos (UD Almería) ·
La Romareda (Real Zaragoza) ·
La Rosaleda (Málaga CF) ·
Montilivi (Girona FC) ·
Santo Domingo (AD Alcorcón) ·
Urritxe (SD Amorebieta)